# Карев, Олег Гаврилович
Олег Гаврилович Карев (7 января 1941 — неизвестно) — советский хоккеист, нападающий.

## Биография
Воспитанник воскресенского «Химика». В сезоне 1959/60 дебютировал в составе команды в чемпионате СССР. По ходу сезона 1966/67 перешёл в «Торпедо» Минск, с которым вылетел во вторую группу класса «А». Там же отыграл сезоны 1968/69 — 1969/70 в составе «Кристалла» Электросталь. Последняя команда мастеров — «Сатурн» Раменское (1970/71 — 1972/73, класс «Б»).